# 沈振
沈振（1441年—？），字克成，浙江紹興府山陰縣人，民籍，明朝政治人物。進士出身。

## 生平
早年出身國子生，后中成化七年（1471年）辛卯科浙江鄉試第六十八名舉人。成化十一年（1475年）乙未科會試第二百四十一名，殿試登進士第三甲第三十八名。成化十三年，接替孟贏，擔任南直隶常州府宜興縣知縣，后由袁道接任知縣。

## 家族
曾祖父沈彥貞。祖父沈吉。父亲沈肅，曾任府同知。